# Día Mundial de la Resiliencia del Turismo
El Día Mundial de la Resiliencia del Turismo es una jornada conmemorativa que se celebra anualmente el 17 de febrero desde 2023, establecida por la Asamblea General de las Naciones Unidas en ese mismo año.

## Proclamación
El Día Mundial de la Resiliencia del Turismo fue proclamado por la Asamblea General de las Naciones Unidas en su resolución de 6 de febrero de 2023. Se estableció con el objetivo de destacar la importancia de desarrollar un turismo resiliente para enfrentar las conmociones, considerando la vulnerabilidad del sector turístico a las emergencias, fortalecer su capacidad para adaptarse y recuperarse de las adversidades, tales como pandemias, desastres naturales y crisis económicas. Además, insta a los Estados miembros a desarrollar estrategias nacionales de rehabilitación tras perturbaciones, promoviendo la cooperación público-privada y la diversificación de actividades y productos.

## Celebración
La celebración se lleva a cabo el 17 de febrero de cada año, fecha seleccionada por la ONU. En este día se enfatiza la importancia del turismo resiliente, con potencial de impulsar el crecimiento económico, el desarrollo social, la inclusión financiera y los beneficios ambientales. Organizaciones del sector privado, como la USTA (United States Travel Association), IATA (International Air Transport Association), y otras, se suman al apoyo de esta iniciativa.
Durante la celebración de este día, se organizan diversas actividades a nivel global, como seminarios web sobre turismo sostenible, campañas de concienciación en redes sociales y proyectos de colaboración entre el sector público y privado para fomentar la resiliencia en destinos turísticos vulnerables.
Turismo por los ODS
La Organización Mundial del Turismo (OMT) se dedica a fomentar un turismo que sea responsable, sostenible y universalmente accesible, en consonancia con la Agenda 2030 para el Desarrollo Sostenible y sus Objetivos de Desarrollo Sostenible (ODS). Con este propósito, ha lanzado una plataforma dedicada a los ODS, mediante la cual impulsa diversas iniciativas. Estas incluyen la promoción de la accesibilidad en destinos turísticos, la integración de prácticas sostenibles en la conservación de recursos naturales y culturales, así como el apoyo al desarrollo económico local a través del turismo.